# Blascomillán
Blascomillán es un municipio español de la provincia de Ávila, en la comunidad autónoma de Castilla y León. Tiene una población de 170 habitantes (INE 2024).

## Historia
En su término, en el denominado lugarcillo de Duruelo, hizo San Juan de la Cruz su primera fundación de un convento masculino de carmelitas en el siglo XVI. Su construcción tuvo lugar el año 1568, y fue lugar de gran devoción para Santa Teresa de Jesús.
Hacia mediados del siglo XIX, el lugar tenía contabilizada una población de 146 habitantes. Aparece descrito en el cuarto volumen del Diccionario geográfico-estadístico-histórico de España y sus posesiones de Ultramar de Pascual Madoz de la siguiente manera:

BLASCO-MILLAN: l. con ayunt. de la prov. y dióc. de Avila (7 leg.), part. jud. de Piedrahita (5), aud. terr. de Madrid (23), c. g. de Castilla la Vieja (Valladolid 23): sit. en medio de una vega y á las márg. del r. Mirneña: le combaten los vientos N. y 0., y su clima es sano, padeciéndose sin embargo intermitentes. Tiene 46 casas, la de ayunt., escuela de instruccion primaria comun á ambos sexos, á cargo de un maestro con la dotacion de 300 rs., y una igl. parr. (San Millan), servida por un párroco, cuyo curato es de primer ascenso, de presentacion de S. M. en los meses apostólicos, y del ob. en los ordinarios: el cementerio se halla inmediato á la pobl., en paraje que no ofende á la salud pública. Confina el térm. N. Duruelo; E. San Garcia; S. Herreros de Susos, y O. Mancera. Le atraviesa el r. ya mencionado Mirneña, cuyas aguas utilizan los vec. para sus usos. El terreno es de buena calidad; hay un monte de encina denominado de Blascomillan, y una deh. boyal de 6 fan. de cabida. caminos: los de pueblo á pueblo en mediano estado. correos: se reciben de Peñaranda de Bracamonte. prod.: trigo, cebada, centeno, garbanzos y alguna legumbre; mantiene ganado lanar y vacuno; hay caza de liebres y perdices. ind.: agricultura y algo de arrieria. comercio: esportacion de los frutos sobrantes para los mercados de Peñaranda. pobl.: 50 vec., 146 alm. cap. prod.: 479,200 rs. imp.: 19,168. ind. y fabril: 900. contr.: 3,685 rs. y 14 mrs.
(Madoz, 1846, p. 358)

Su alcaldesa Laurentina Alonso Nieto, que en 2006 tenía 71 años edad, ha figurado en el cargo por más de cuarenta años, suponiendo un mandato extraordinariamente longevo.

## Demografía
Blascomillán cuenta con una población de 170 habitantes (INE 2024).
| Gráfica de evolución demográfica de Blascomillán entre 1842 y 2021                                                    |
| |
| Población de derecho según los censos de población del INE. Población de hecho según los censos de población del INE. |

## Fiestas
Sus fiestas patronales en honor a san Millán se celebran el 12 de noviembre.